# Herrenhäuser Allee
La Herrenhäuser Allee è una delle vie più lunghe della città di Hannover, in Bassa Sassonia (Germania). Essa si trova compresa nel Georgengarten e conduce in linea retta per una lunghezza di circa due chilometri dalla Königsworther Platz al padiglione della biblioteca nel Berggarten. La Herrenhäuser Allee è chiusa al traffico automobilistico. La parte sinistra, con la sua superficie asfaltata, è parte nella rete di piste ciclabili di Hannover.

## Storia

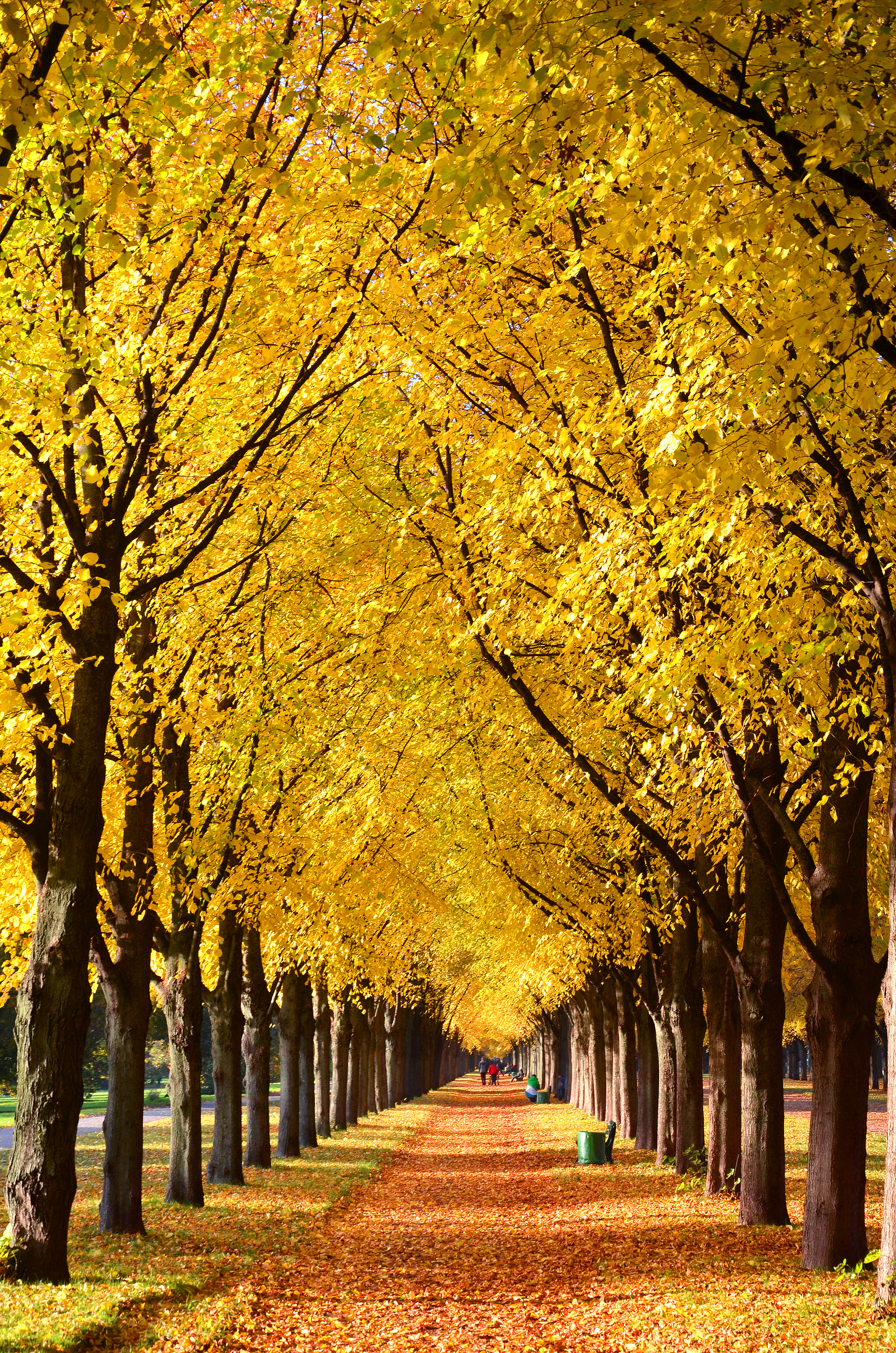
Lottobre dorato nel 2015 dei tigli lungo la Herrenhäuser Allee

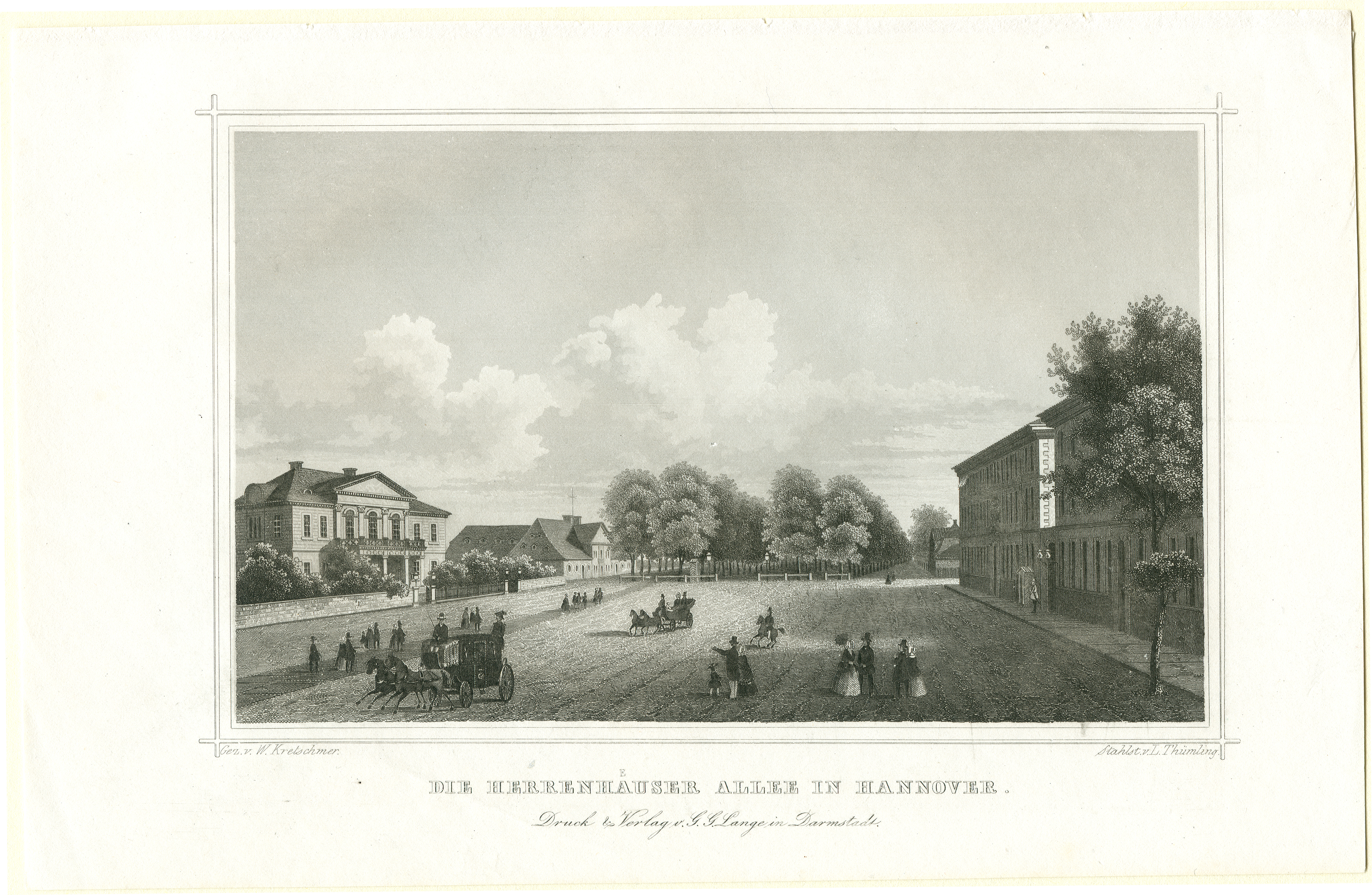
Vista del viale dalla Königsworther Platz con carrozze, incisione su acciaio di Ludwig Thümling da un disegno di Wilhelm Kretschmer, 1846

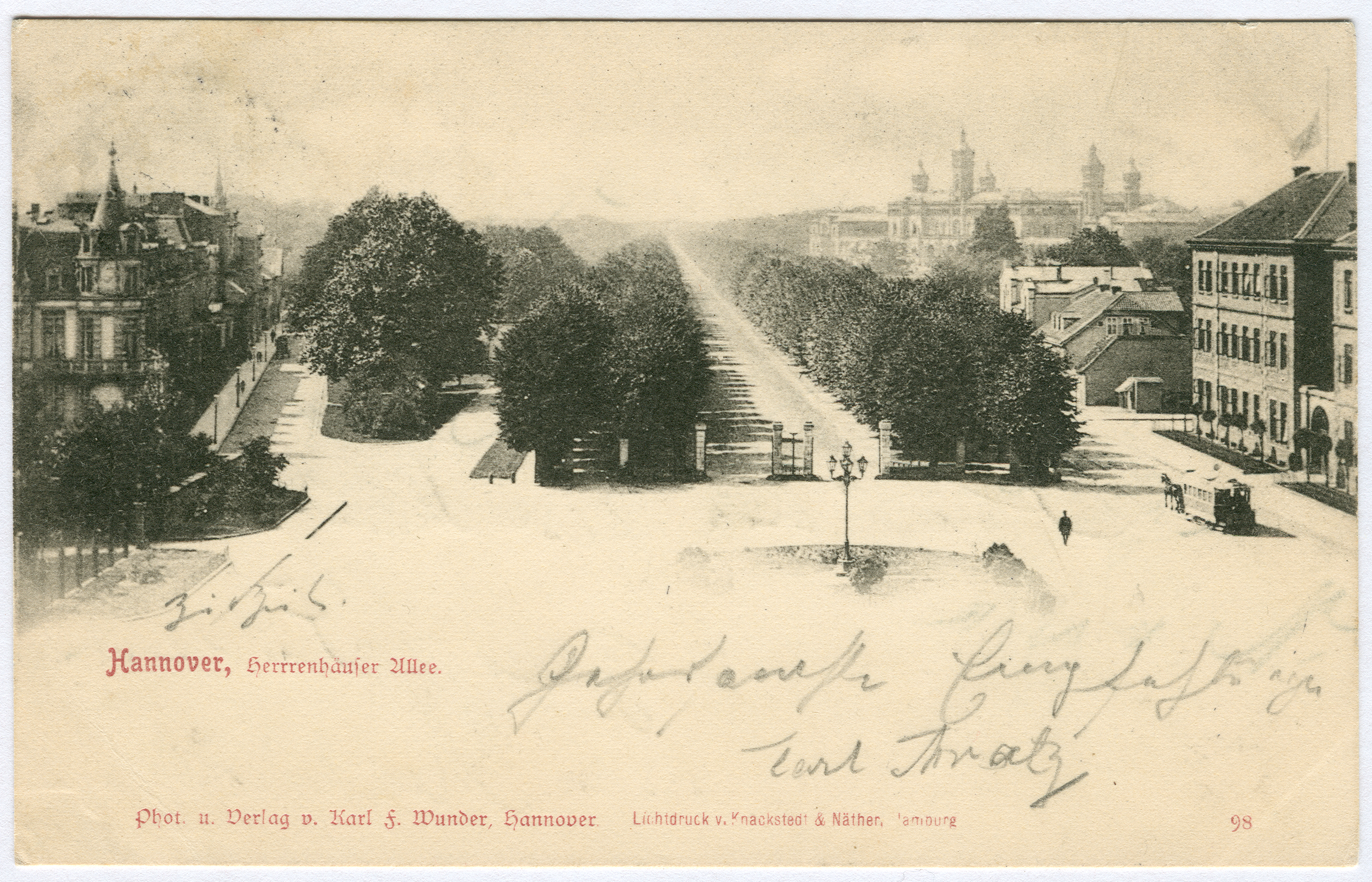
Il viale con un tram a cavalli in una cartolina del 1898 di Karl F. Wunder

All'altezza dell'attuale Königsworther Platz, la strada per Nienburg originariamente si biforcava in due strade più antiche: un sentiero a sud conduceva attraverso un'area paludosa al Jägerhof (luogo ricordato nel nome dell'attuale Jägerstraße); il sentiero a nord proseguiva invece grossomodo su parte dell'attuale Nienburger Straße. Tra questi due percorsi, l'architetto paesaggista Ernst August Charbonnier creò per i duchi di Hannover tra il 1726 ed il 1727 un lungo viale di collegamento veloce.
Lungo il viale vennero piantati 1300 alberi di tiglio a costeggiare il grande viale di 18 metri di larghezza pensato per il passaggio delle carrozze. Due viali laterali separati dalla carreggiata principale, l'uno era riservato ai cavalieri, l'altro ai pedoni. Originariamente i viali erano recintati lateralmente per impedire ingressi indesiderati dai campi circostanti.
Durante il periodo di occupazione straniera della città di Hannover tra il 1801 ed i 1813, dapprima sotto i prussiani e poi sotto i francesi durante le guerre napoleoniche, il cittadino Johann Gerhard Helmcke acquistò tutti gli alberi del viale, salvandoli così dall'abbattimento (la città di Hannover onorò questo atto patriottico dedicandogli un monumento nel 1928).
Tra il 1817 e il 1820, l'architetto di corte Georg Ludwig Friedrich Laves costruì su commissione del re di Hannover una struttura all'interno del Berggarten che venne poi utilizzata come padiglione per la biblioteca reale e lo pose proprio al termine dell'asse prospettico della Herrenhäuser Allee.
Nel corso del XIX secolo, i prati ed i giardini sparsi ai lati del viale vennero combinati insieme a costituire il Georgengarten, sempre compreso nei giardini reali. Fu così che tra il 1830 ed il 1860, venne definitivamente abbandonata la recinzione laterale dei viali.
Nel 1856 venne costruita presso l'ingresso del viale una porta monumentale a pilastri che Laves aveva originariamente creato nel 1816 per il castello di Montbrillant. Con la costruzione della Königsworther Platz, il viale venne di poco accorciato ed il cancello venne spostato nel 1929.
Dopo la fine della seconda guerra mondiale, il viale venne delimitato col filo spinato nel 1946 e fu utilizzato dalle forze di occupazione britanniche per parcheggiare i loro grandi veicoli militari. Dopo le devastazioni della guerra venne restaurato il monumento a Helmcke, nel 1950.
Dal 1972 al 1974 gran parte degli alberi, per ragioni di sicurezza e contro le ripetute proteste della popolazione cittadina, vennero abbattuti e ripiantati con altri 1205 tigli, in numero quindi inferiore rispetto a quelli originari. Nel 1998 il viale è stato restaurato completamente. Tuttavia, alcuni degli alberi originariamente piantati nel 1726/27 sono sopravvissuti sulla Königsworther Platz.

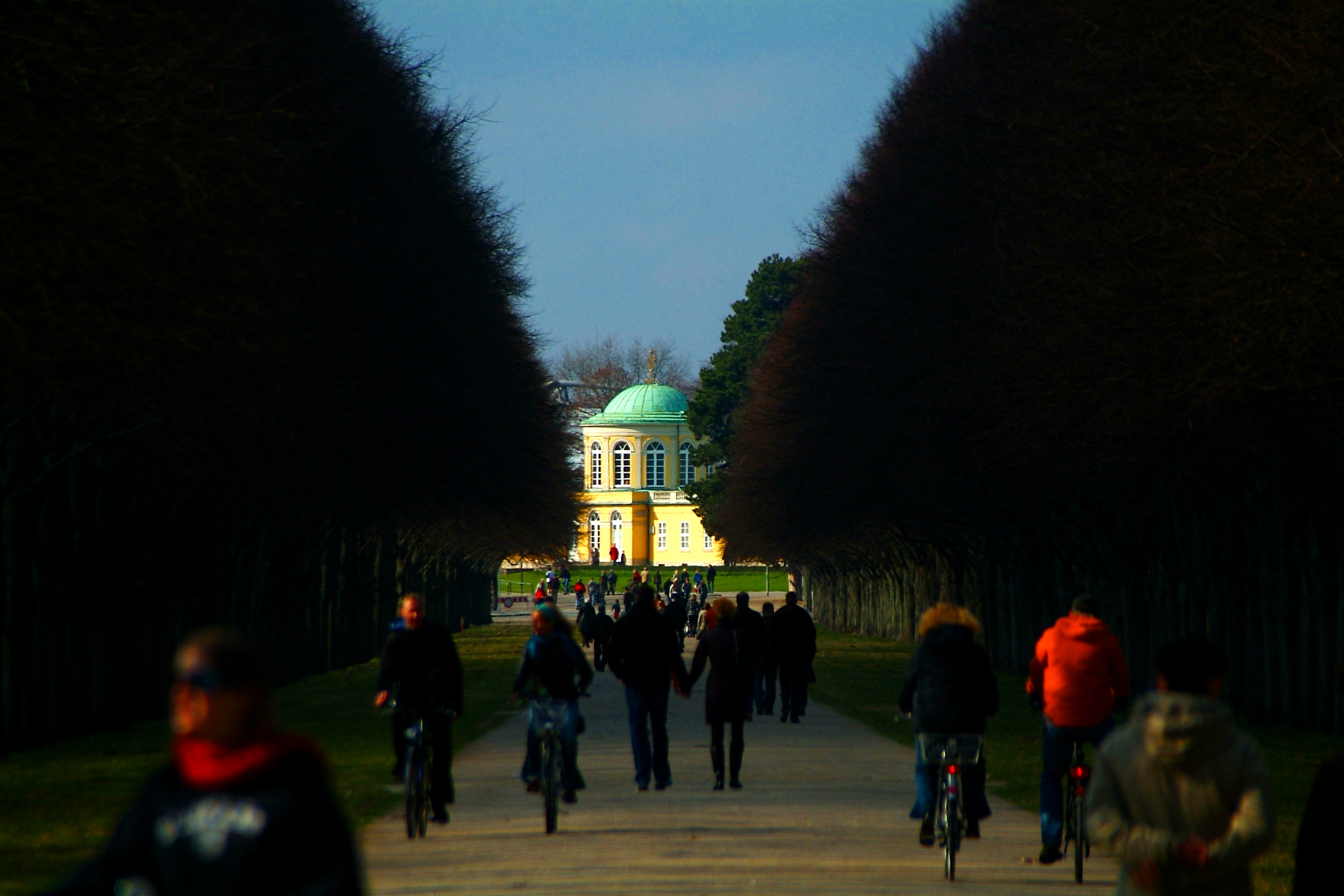
Il padiglione della biblioteca nel Berggarten, punto prospettico del viale
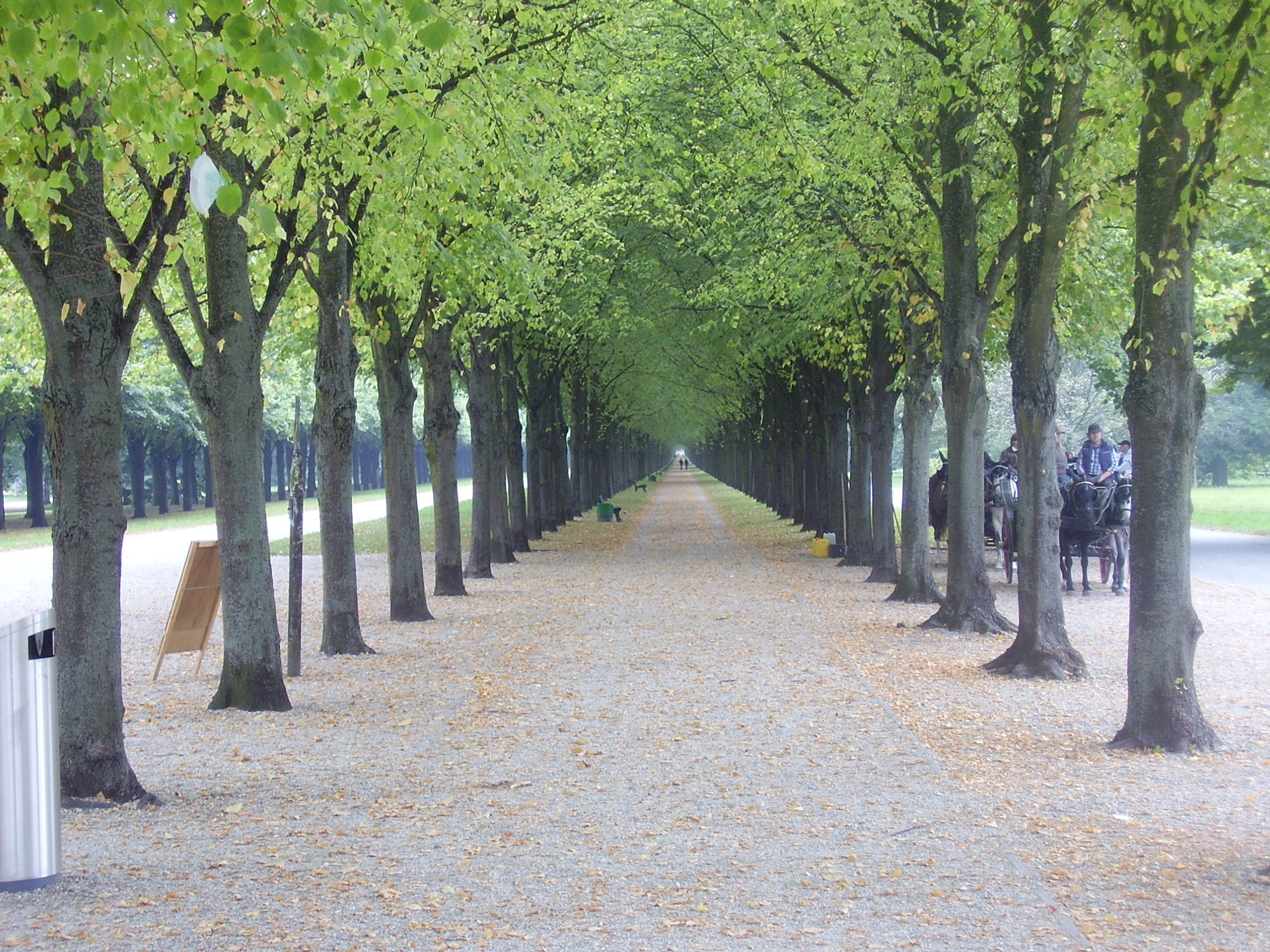
Uno dei viali laterali
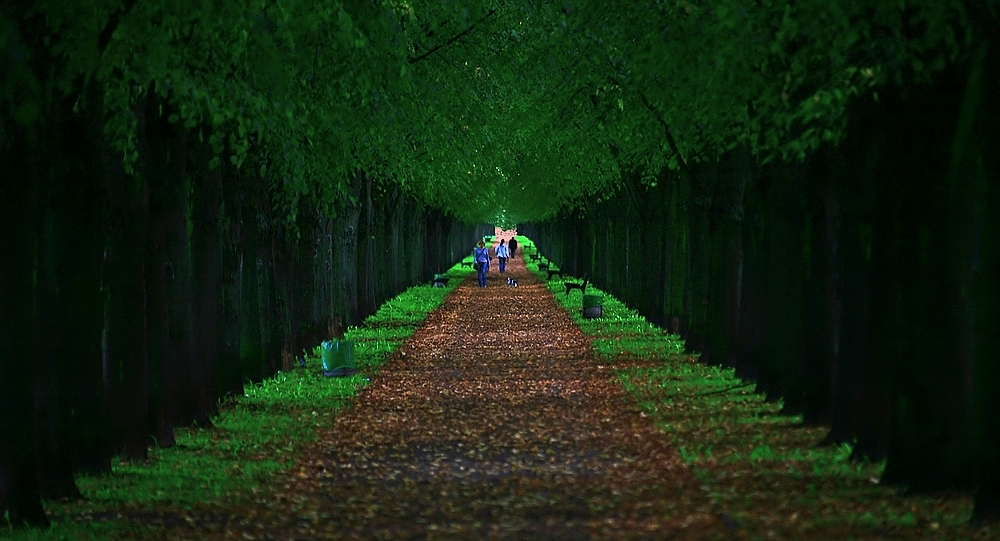
Uno dei viali laterali a fine estate
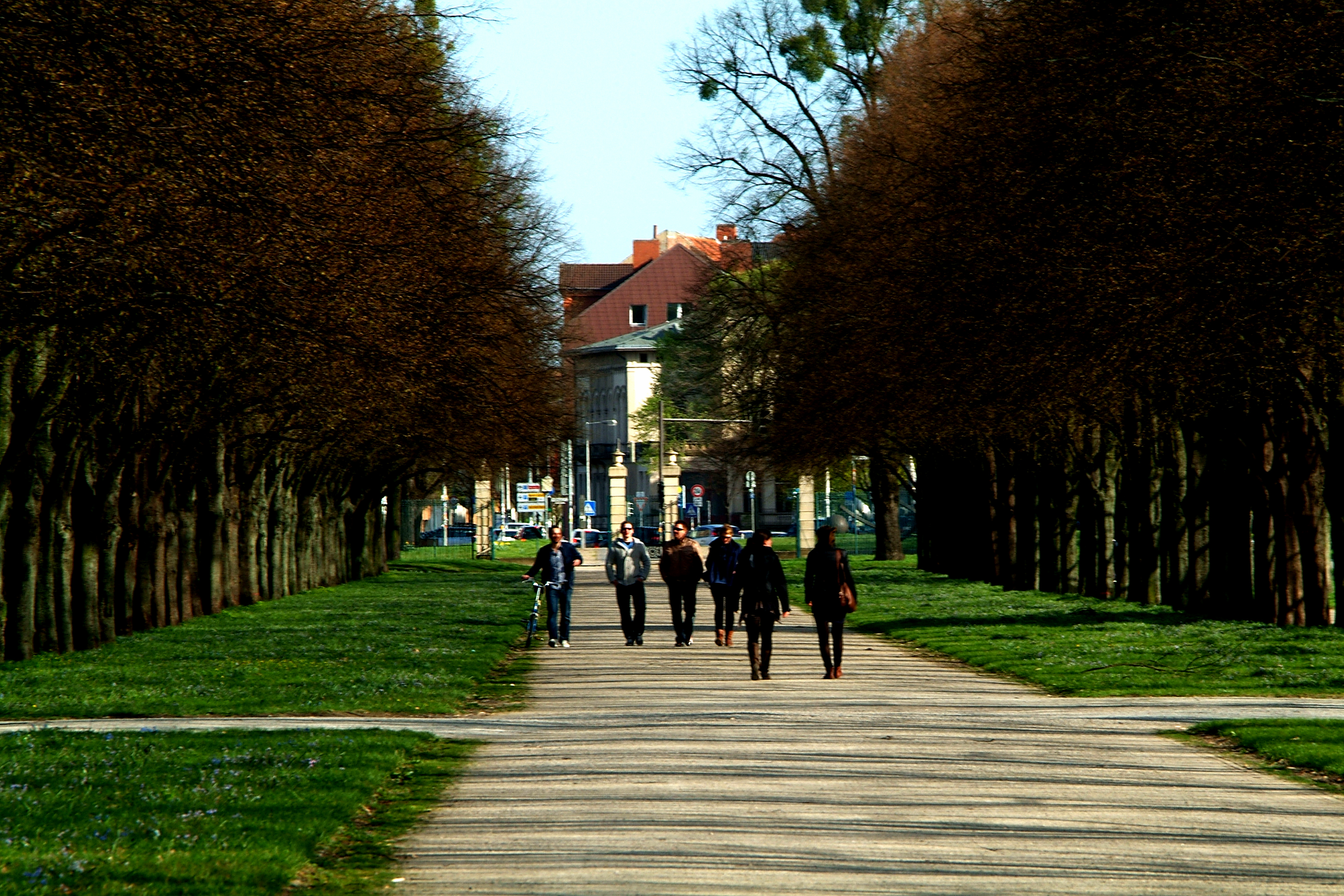
Veduta primaverile del viale verso Königsworther Platz; sullo sfondo Villa Simon